# Переважні числа
Перева́жні чи́сла — це числа, які рекомендується вибирати переважно перед усіма іншими при призначенні величин параметрів для новостворюваних виробів. Ці числа, побудовані за певною закономірністю або ж із заокруглених значень ряду геометричної чи арифметичної прогресії в інтервалах, які використовують при встановленні градації відповідних параметрів (маси, розмірів, шкал, класів точності тощо). Використання переважних чисел і рядів має міжнародне значення.
Параметричні ряди переважних чисел або ж параметричні стандарти встановлюють ряди параметрів і розмірів найраціональніших типів і видів деталей, вузлів, машин, устаткування тощо

## Історія створення
Історія утворення перших рядів переважних чисел пов'язана з іменем французького інженера Шарля Ренара (фр. Charles Renard) (1847–1905), який заклав у 1877–1879 рр. наукові основи застосування елементів і деталей, необхідних для конструювання апаратів для повітроплавання. Ренар розробив специфікацію на діаметри бавовняних канатів для аеростатів з таким розрахунком, щоб їх могли виготовляти заздалегідь незалежно від місця використання. Враховуючи переваги геометричної прогресії перед арифметичною, Ренар побудував ряд чисел з таким знаменником геометричної прогресії, який забезпечив би десяткове збільшення кожного числа ряду за формулою
{\displaystyle g={\sqrt[{5}]{10}}=1{,}5849\approx 1{,}6,}
де g — знаменник прогресії.
Ренар одержав ряд переважних чисел:
{\displaystyle g_{0}=\left({\sqrt[{5}]{10}}\right)^{0};g_{1}=\left({\sqrt[{5}]{10}}\right)^{1};g_{2}=\left({\sqrt[{5}]{10}}\right)^{2};g_{3}=\left({\sqrt[{5}]{10}}\right)^{3};g_{4}=\left({\sqrt[{5}]{10}}\right)^{4};g_{5}=\left({\sqrt[{5}]{10}}\right)^{5}.}
Одержані дані для практичного користування було замінено заокругленими величинами і отримано відповідний ряд з п'яти чисел, починаючи з одиниці:
R5 → 1;1,6; 2,5; 4,0; 6,3.
Виходячи із побудованого Ренаром ряду, умовно позначеного R5 (за кількістю чисел у десятковому розряді), згодом створено ряди R10, R20, R40 з відповідними значеннями знаменників геометричної прогресії.

## Використання у стандартизації
Праця Ренара, опублікована у 1886 р., тривалий час не привертала до себе уваги. Тільки у 1920 р. в Німеччині і в 1921 р. у Франції були затверджені перші стандарти, що реалізують ідею французького інженера. У 1932 р. Міжнародна федерація національних асоціацій зі стандартизації (попередник ISO) організувала технічний комітет TC ISA-32 «Переважні числа», роботу якої перервала Друга світова війна. Після закінчення війни роботу було відновлено; був організований технічний комітет ISO/TC 10 «Попередні числа», який прийняв у 1953 р. Міжнародну рекомендацію з переважних чисел ISO/P3, що стала основною для розробки параметричних стандартів у багатьох країнах світу. Крім ряду R5, до неї увійшли ряди R10, R20 і R40 із знаменниками відповідно
{\displaystyle R10={\sqrt[{10}]{10}}=1{,}25;R20={\sqrt[{20}]{10}}=1{,}12;R40={\sqrt[{40}]{10}}=1{,}06,}
і, отримали також назву рядів Ренара. У 1955 р. була прийнята рекомендація ISO/P17 «Настанова щодо застосування переважних чисел і рядів переважних чисел». В Україні діє ГОСТ 8032-84, який відповідає міжнародним рекомендаціям.

## Інші види рядів переважних чисел
Для побудови рядів переважних чисел, крім геометричної прогресії, інколи використовують арифметичні, ступінчато-арифметичні прогресії і залежності. Ряди, побудовані за арифметичною прогресією, характерні тим, що різниця між сусідніми членами ряду залишається незмінною (наприклад, 1; 2; 3; 4; 5;… ∞ різниця а = 1; 1; 3, 5, 7, 9; … ∞ різниця — 2) тощо. На таких рядах, наприклад, будують стандарти на діаметри підшипників кочення, стандарти на розміри взуття.
Ряд арифметичної прогресії досить простий, проте має суттєвий недолік — відносну нерівномірність зі зростанням числових значень. Так, у прикладі зростаючої арифметичній прогресії з різницею 1 другий член перевищує перший на 100%, десятий більший від дев'ятого — на 11%, а сотий більший від дев'яносто дев'ятого всього на 1%. У результаті великі значення слідують порівняно часто одне за одним, їх виявляється більше від малих, що не завжди раціонально.
Для подолання цього недоліку використовують відрізки рядів, побудованих на основі арифметичної прогресії, з великими номерами, де нерівномірність виражена менше, або використовуються ступінчасто-арифметичні прогресії.

### E-серія
Широко використовують ряди серії Е (E6, E12, E24 і т. д.) для вибору вантажопідйомності залізничних вагонів, автомобілів, контейнерів, значень номіналів електронних компонентів (опорів, конденсаторів та ін.) тощо. Побудова цих рядів переважних чисел аналогічна до рядів Ренара, проте знаменник геометричної прогресії g відмінний від знаменника рядів Ренара.

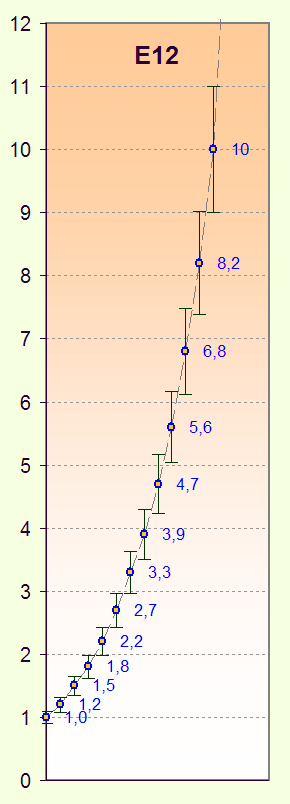
Цей графік показує значення від 1 до 10 в межах ± 10% в серії E12
Два десятки значень Е12, які дали значення опору резисторів від 1 Ω до 82 Ω
Рядок з десяти значень Е12, показаних з їх кольоровим кодом на прикладі резисторів.